# جهان آینده
جهان آینده نام یک کتاب ادبی است که توسط هربرت جرج ولز، نویسندهٔ اهل ایالات متحده آمریکا نوشته شده‌است. این کتاب یکی از آثار مشهور ادبی جهان است.